# Umeälvens delta och slätter
Umeälvens delta och slätter este o arie protejată (arie de protecție specială avifaunistică — SPA) din Suedia întinsă pe o suprafață de 3.506,2 ha, integral pe uscat.

## Localizare
Centrul sitului Umeälvens delta och slätter este situat la coordonatele 63°46′28″N 20°15′18″E / 63.7744°N 20.2549°E.

## Înființare
Situl Umeälvens delta och slätter a fost declarat arie de protecție specială avifaunistică în ianuarie 2002 pentru a proteja 44 de specii de animale.

## Biodiversitate
Situată în ecoregiunile boreală și marină baltică, aria protejată nu include niciun habitat protejat.
La baza desemnării sitului se află mai multe specii protejate de  păsări (44): minunița (Aegolius funereus), rață pitică (Anas crecca), rață fluierătoare (Anas penelope), gâscă de semănătură (Anser fabalis), ciuf de câmp (Asio flammeus), cocoșul de mesteacăn (Bonasa bonasia), Branta leucopsis, fugaci de țărm (Calidris alpina), Charadrius morinellus, erete de stuf (Circus aeruginosus), erete vânăt (Circus cyaneus), cristeiul de câmp (Crex crex), lebădă de iarnă (Cygnus cygnus), ciocănitoare neagră (Dryocopus martius), presură de grădină (Emberiza hortulana), șoim de iarnă (Falco columbarius), muscar (Ficedula parva), Gallinago media, cufundar polar (Gavia arctica), cufundar mic (Gavia stellata), ciuvică (Glaucidium passerinum), cocor (Grus grus), sfrâncioc roșiatic (Lanius collurio), pescăruș mic (Larus minutus), sitar de mal nordic (Limosa lapponica), gușă albastră (Luscinia svecica), ferestraș mic (Mergus albellus), ferestrașul mare (Mergus merganser), bufniță polară (Nyctea scandiaca), vultur pescar (Pandion haliaetus), viespar (Pernis apivorus), notatița cu ciocul subțire (Phalaropus lobatus), bătăuș (Philomachus pugnax), ciocănitoare de munte (Picoides tridactylus), ciocănitoare verzuie (Picus canus), ploier auriu (Pluvialis apricaria), corcodel-urechiat (Podiceps auritus), pescăriță mare (Sterna caspia), chiră de baltă (Sterna hirundo), Sterna paradisaea, Strix nebulosa, Surnia ulula, cocoșul de mesteacăn (Tetrao tetrix tetrix), fluierar de mlaștină (Tringa glareola).